# Purkinje-jelenség
A Purkinje-jelenség (vagy Purkinje-effektus) akkor jelentkezik, ha a nappali megvilágítás lecsökken, ekkor az emberi szem érzékenysége eltolódik a sárga-zöld tartományból a kék szín felé. Nevét felfedezőjéről, Jan Evangelista Purkyně cseh anatómus, fiziológusról kapta.
A csillagászatban a Purkinje-jelenség befolyásolhatja a különböző színű változócsillagok fényességének becslését, különösen akkor, ha az egyik csillag vöröses színű.
A jelenség a magyarázata annak is, hogy sötétedéskor a tárgyak kékesebb árnyalatúnak látszanak.

## Leírása
Purkinje a következő kísérletet végezte: fehér felületeket két különböző hullámhosszúságú monokromatikus sugárral világított meg úgy, hogy a vizsgálati személyek azokat azonos világosságúnak észleljék. Ezt követően semleges szűrőt helyezett el a megvilágított felületek előtt úgy, hogy a sugárzás intenzitása mindkét esetben azonos mértékben csökkenjen. A megfigyelők a rövidebb hullámhosszúságú sugárral megvilágított felületet világosabbnak érzékelték, mint a másikat. A jelenség magyarázata csak az lehet – vélte Purkinje –, hogy legalább kétféle receptor van a szemben. Ezek megnevezése: csapok és pálcikák.